# Clerodendrum bracteosum
Clerodendrum bracteosum là một loài thực vật có hoa trong họ Hoa môi. Loài này được Kostel. mô tả khoa học đầu tiên năm 1834.